# Kid Omega
Kid Omega, il cui vero nome è Quentin Quire, è un personaggio dei fumetti Marvel, creato da Grant Morrison (testi) e Frank Quitely (disegni) nel 2002. La sua prima apparizione avvenne nella serie New X-Men n. 122, anche se non gli fu attribuito un nome fino al n. 134. Ha fatto anche parte dei Vendicatori della Costa Ovest.

## Biografia del personaggio
Quentin Quire è stato uno studente modello dell'Istituto Xavier, un mutante con enormi poteri di natura psichica; nella scuola era il pupillo di Charles Xavier ed innamorato di Sophie delle Naiadi di Stepford almeno fino a quando venne a sapere di essere stato adottato.
Probabilmente dopo questa sconvolgente scoperta iniziò a far uso del Kick, una droga che aumentava a dismisura i poteri mutanti, e iniziò a tenere un atteggiamento ostile nei confronti degli insegnanti. Quire divenne dipendente di questo tipo di droga, la fece provare ad un gruppo studenti e questo li cambiò al punto da portarli a commettere degli omicidi verso gli umani e a progettare una rivolta all'interno dell'istituto, formando una banda, la cosiddetta Omega Gang. Durante la rivolta lui ed i suoi compagni riuscirono a mettere fuori combattimento il professor Xavier, Wolverine ed altri X-Men. Tenendo in ostaggio il direttore della scuola, la gang si scatenò mettendo l'istituto a ferro e fuoco. Mentre Ciclope, Bestia, Xorn ed Emma Frost riuscivano a mettere sotto controllo gli altri componenti della banda, Quentin Quire venne inaspettatamente fermato proprio da Sophie, la ragazza di cui era innamorato. Sophie infatti inalò il Kick ed assieme alle sue quattro gemelle adoperò Cerebra (la macchina capace di aumentare i poteri di un telepate), per neutralizzare il potere del ragazzo.
L'uso combinato della droga e di Cerebra causò però la morte della ragazza. Quando Emma Frost mostrò il cadavere di Sophie a Quentin, rivelandogli che era morta a causa sua, Kid Omega subì il colpo definitivo: lo shock e l'uso eccessivo della droga lo portò a sviluppare i suoi poteri ad un livello fuori controllo, che lo fece precipitare in uno stato di catatonia telepatica, che praticamente lo metteva in comunicazione con i pensieri di tutte le persone del mondo.
Alcuni tentativi di curarlo fallirono (e forse il misterioso personaggio, che si rivelerà essere Xorn, intervenne a impedire ogni tentativo di cura) e perciò il suo corpo venne mantenuto in uno stato comatoso, in un apposito macchinario all'interno dell'istituto. Dal commento finale del professor Xavier sembra che addirittura la sua mutazione l'abbia portato a trascendere il piano dell'esistenza fisica, fino a trasformarsi in sola mente, priva di corpo, conservata all'interno del macchinario di contenimento.
Nella miniserie L'ultimo canto di Fenice Quentin Quire venne brevemente risvegliato dal suo stato catatonico all'interno del suo macchinario, quando una parte dell'entità Fenice entrò in lui; Quentin allora tentò di far risorgere Sophie dalla morte, ma quando il suo tentativo fallì, tornò al suo precedente stato di coma.
In uno degli episodi della miniserie Nation X viene rivelato che Quentin ed il suo macchinario di contenimento sono stati trasferiti da Bestia su Utopia, dalla precedente sede di Westchester. In questa occasione Quentin afferma di annoiarsi nel suo piano di esistenza superiore e perciò decide di ritornare nel suo stato umano; quindi cerca di distruggere l'intera isola di Utopia usando i suoi enormi poteri, perché gli X-men gli hanno rubato l'idea di creare una nazione mutante. Ingaggia quindi un gioco mortale con il cervello vivente Martha Johansson (No-Girl) sfidandola a fermarlo in soli sette minuti e mezzo. Martha cerca di allertare gli X-Men o di localizzare Quentin, ma lui la intercetta in ogni tentativo, fino ad arrivare a rompere il suo contenimento di vetro, che le permette di sopravvivere. Martha però capisce che Quentin ha infiltrato Cerebra per distruggere l'isola e vendicarsi delle Naiadi di Stepford, imprigionandole in un nodo mentale. Martha infine riesce a liberare le Naiadi che unendo i loro poteri telepatici sconfiggono quelli di Quentin.
Recentemente Quentin Quire è stato nuovamente riportato alla ribalta dagli attuali membri del Club infernale, che lo hanno usato per provocare una sollevazione anti mutanti da parte di molte personalità politiche, attaccate all'ONU da Quentin con i suoi poteri telepatici e costrette a rivelare in mondovisione le loro più profonde abiezioni. In seguito perciò Quentin è stato catturato e poi portato su Utopia in segreto dai Vendicatori e tenuto sotto stretta custodia da parte di Ciclope, Emma Frost e Wolverine.
Dopo lo Scisma che ha portato alla separazione degli X-men in due gruppi, Quentin ha seguito Wolverine nel nuovo istituto dedicato a Jean Grey, ritornando dunque a fare lo studente; laggiù è diventato quindi uno dei personaggi ricorrenti della nuova serie a fumetti Wolverine and the X-men dove in certi casi è stato un efficace aiuto per gli X-men, mentre in altri casi ha provocato anche diversi guai, come è nel suo carattere.

### Battaglia dell'atomo
Quentin incontrò un sé stesso proveniente dal futuro, che aveva una personalità molto diverse dalla sua. Ciò gli insinuerà la paura di crescere.

### Diploma
Proprio nell'ultimo numero di Wolverine and the X-Men si diplomerà, diventando un X-Men. Inizialmente era triste, vista la sua paura di crescere, ma poi Wolverine lo aiuterà a capire che crescere non è poi così brutto e che lo devono fare tutti.

## Poteri e abilità
Quentin Quire è un mutante di livello omega, in particolare egli ha mostrato di avere smisurati poteri telepatici e telecinetici. Un mutante di livello omega ha inoltre la capacità di ospitare dentro di sé, e quindi controllare, l'entità cosmica Fenice.

## Altri media

### Cinema
- Il personaggio di Quill, interpretato da Ken Leung, in X-Men - Conflitto finale è stato erroneamente accreditato come Kid Omega.[3]
- Kid Omega fa in un cameo in X-Men: Dark Phoenix.

### Videogiochi
Kid Omega compare in Marvel Future Fight.